# Liste des rois de Tara
Le titre de roi de Tara représentait un très vieil idéal de royauté sacrée en Irlande, imprégné d'une aura mythique s'étendant dans un passé longtemps oublié, même pour les tout premiers détenteurs historiques de ce titre. Pour ces raisons, le titre de roi de Tara donnait à son titulaire une puissante position, du moins dans la moitié nord de l'Irlande, peut-être à cause d'une tradition presque totalement oubliée d'un roi des rois sacré. De nombreux Hauts-rois d'Irlande furent également rois de Tara et, plus tard, les prétendants même à ce nouveau titre de haut-roi, qui n'apparut qu'au IXe ou au Xe siècle, usèrent de leur titre de roi de Tara pour appuyer leur postulation de la haute-royauté. Avant cela, plusieurs branches de la dynastie des Uí Néill paraissent l'avoir utilisé pour montrer la suzeraineté de leur famille et de leurs royaumes.
Aussi on doit être bien conscient que, pendant une bonne partie de l'histoire, les titres de « roi de Tara » et de « haut-roi d'Irlande » furent distincts et sans rapport.
Ci-dessous se trouve une liste de ceux qui se sont vu accorder le titre dans les annales irlandaises. Les dates et les noms des premiers rois sont incertains et souvent hautement suspects. Sauf indication contraire, les dates spécifiées sont les dates d'accession et de mort.

## Premiers rois historiques de Tara
- Mac Cairthinn mac Coelboth, mort en 446/447 ou 530
- Túathal Máelgarb, mort en 544/549
- Diarmait mac Cerbaill, avant 558-565
- Forgus mac Muirchertaig et Domnall mac Muirchertach, 565-569?
- Báetán mac Muirchertaig et Eochaid mac Domnaill, 569? -572/573
- Ainmere mac Sétnai, 572/573-575/576
- Áed mac Ainmerech, 575/576, ou 592 - 598
- Fiachnae mac Báetáin (Fiachnae Lurgan), 589-626
- Colmán Rímid mac Báetáin et Áed Sláine mac Diarmato, 598 - 604
- Áed Allán mac Domnaill, "roi de Temair", 604 - ?

## Rois de Tara suivants
- Cathal mac Finguine, 713-742
- Áed Allán, 730-738
- Domnall Midi mac Murchado, 763-797
- Aed Oirdnide mac Neill, 797-819[1]
- Conchobar mac Donnchada, 819-833
- Niall Caille mac Áeda, 833-846
- Mael Seachnaill Ier mac Mael Ruanaid, 846-862
- Áed Findliath mac Néill, 862-879
- Flann Sinna mac Máelschnaill, 878-916
- Niall Glúndub, 916-919
- Donnachad Donn mac Flainn, 919-944
- Ruaidrí Ua Canannáin, 944- 30 novembre 950
- Conghalach Cnogba mac Máelmithig, 950-956
- Domhall mac Muircheartach O'Neill, 956-980
- Mael Seachlainn II Mór, 980-1022